# Schimpansenkrieg von Gombe
Der Schimpansenkrieg von Gombe in den Jahren 1974 bis 1978 war eine gewalttätige Auseinandersetzung zwischen zwei Schimpansengruppen (Pan troglodytes) im Gombe-Stream-Nationalpark in Tansania. Beteiligt waren die Kasakela-Gruppe im nördlichen Teil des Parks sowie die Kahama-Gruppe im südlichen Teil. Beide Gruppen gingen aus derselben Gemeinschaft hervor, die an Mitgliederzahl zugenommen hatte und sich schließlich teilte. Beobachtet wurde das Geschehen hauptsächlich durch die britische Verhaltensforscherin Jane Goodall. Anhand ihrer Aufzeichnungen wurden computergestützte Analysen erstellt, die zeigten, dass es innerhalb der ursprünglichen Gemeinschaft bereits 1971 zu größeren Spannungen gekommen war, die in die Bildung zweier rivalisierender Gruppen mündeten.
Die Kahama-Gruppe im Süden bestand aus sechs ausgewachsenen sowie einem jugendlichen Männchen (unter ihnen die von Goodall benannten „Hugh“, „Charlie“, „Goliath“ und „Sniff“) und drei ausgewachsenen Weibchen mit ihrem im Kindes- oder Säuglingsalter befindlichen Nachwuchs. Die Kasakela-Gruppe bestand hingegen aus zwölf erwachsenen Weibchen mit Jungtieren sowie acht ausgewachsenen Männchen.

## Auseinandersetzungen

### Vorgeschichte
Bis 1971 herrschte in der Kasakela-Gruppe das Männchen „Mike“. Dieser wurde von „Humphrey“ besiegt, der nun die Führungsrolle als Alpha beanspruchte. Allerdings zeigte „Charlie“ dagegen Widerstand, unterstützt von seinem älteren Bruder „Hugh“. Die Brüder waren in der Gruppe gut vernetzt. Mit ihren Freunden begannen sie sich etwas abseits aufzuhalten, meist im südlichen Teil des Territoriums der Kasakela-Gruppe. Die anderen Männchen begannen dieses Gebiet zu meiden, sodass Ende 1972 die Forscher eine Untergruppe der Kasakela als „Kahama“-Untergruppe definierten, bestehend aus 7 Männchen und 3 Weibchen mit ihrem Nachwuchs.
Für etwa ein Jahr waren die Interaktionen der Untergruppen friedlich. Insbesondere „Charlie“ und „Hugh“ durchstreiften das Gebiet der Kasakela furchtlos. Erst danach wurde sie von anderen mit Drohgebärden vertrieben. Die Forscher begannen die Untergruppe nun als eigenständige Gruppe der „Kahama“ zu definieren, und notierten anhand der Konfliktzone, wo in etwa die Grenze verläuft. Die Konflikte folgten jedoch dem bekannten Muster von aggressivem Auftreten, mit denen Affengruppen an den Territorialgrenzen patrouillieren.

### Der „Krieg“
Zum ersten Angriff mit tödlichem Ausgang kam es am 7. Januar 1974, als sechs der Kasakela-Männchen den auf einem Baum befindlichen Schimpansen „Godi“ der Kahama-Gruppe umstellten, angriffen und zu Boden geholt so lange auf ihn einschlugen, traten und bissen, bis er an den Verletzungen starb. Dies stellt die erste dokumentierte Situation dar, in der Schimpansen einen Artgenossen töteten.
In den folgenden vier Jahren wurden alle Männchen der Kahama-Gruppe durch die Männchen der Kasakela-Gruppe getötet. Auch eines der Weibchen fiel den Angriffen nachweislich zum Opfer, zwei andere Weibchen gelten als verschollen, und drei wurden in die Kasakela-Gruppe integriert. Im Ergebnis gelang es den Kasakela-Männchen, das Territorium der Kahama-Gruppe zu übernehmen. Dieser Raumgewinn blieb jedoch nicht von Dauer, da das Gebiet nun direkt an das Territorium einer weiteren Schimpansengruppe, der Kalande-Gruppe, grenzte, und nach einigen Auseinandersetzungen mit dieser sich als deutlich überlegen erweisenden Gemeinschaft größtenteils wieder aufgegeben wurde.

## Auswirkungen auf die Primaten-Ethologie
Die gewalttätigen Aktionen schockierten Goodall, die bis dahin davon ausgegangen war, dass das Verhalten der Schimpansen zwar dem menschlichen ähnle, jedoch deutlich „netter“ sei. In Verbindung mit einer kannibalistischen Kindstötung im Jahr 1975, durchgeführt von einer ranghohen gegen eine niederrangige Schimpansenmutter, deutete Goodall ihre Beobachtungen als die „dunkle Seite“ des Verhaltens unserer primatischen Verwandten. In ihren Memoiren Through a Window: My Thirty Years with the Chimpanzees of Gombe schrieb sie dazu:

“For several years I struggled to come to terms with this new knowledge. Often when I woke in the night, horrific pictures sprang unbidden to my mind—Satan [one of the apes], cupping his hand below Sniff's chin to drink the blood that welled from a great wound on his face; old Rodolf, usually so benign, standing upright to hurl a four-pound rock at Godi's prostrate body; Jomeo tearing a strip of skin from Dé's thigh; Figan, charging and hitting, again and again, the stricken, quivering body of Goliath, one of his childhood heroes.”

„Ich hatte jahrelang Probleme, mit diesem neuen Wissen klarzukommen. Oftmals, wenn ich in der Nacht aufwachte, sprangen mir unaufgefordert entsetzliche Bilder in den Kopf – Satan [einer der Affen], wie er seine Hand unter Sniffs Kinn hält, um das Blut zu trinken, das aus der großen Wunde in seinem Gesicht fließt; der alte Rodolf, normalerweise so gütig, aufrecht stehend, um einen Vier-Pfund-Stein auf den ausgestreckten Körper von Godi zu schleudern; Jomeo, wie er einen Streifen Haut von Dés Oberschenkel reißt; Figan, wie er auf den angeschlagenen, zitternden Körper von Goliath, einem seiner Kindheitshelden, wieder und wieder losgeht und einschlägt.“

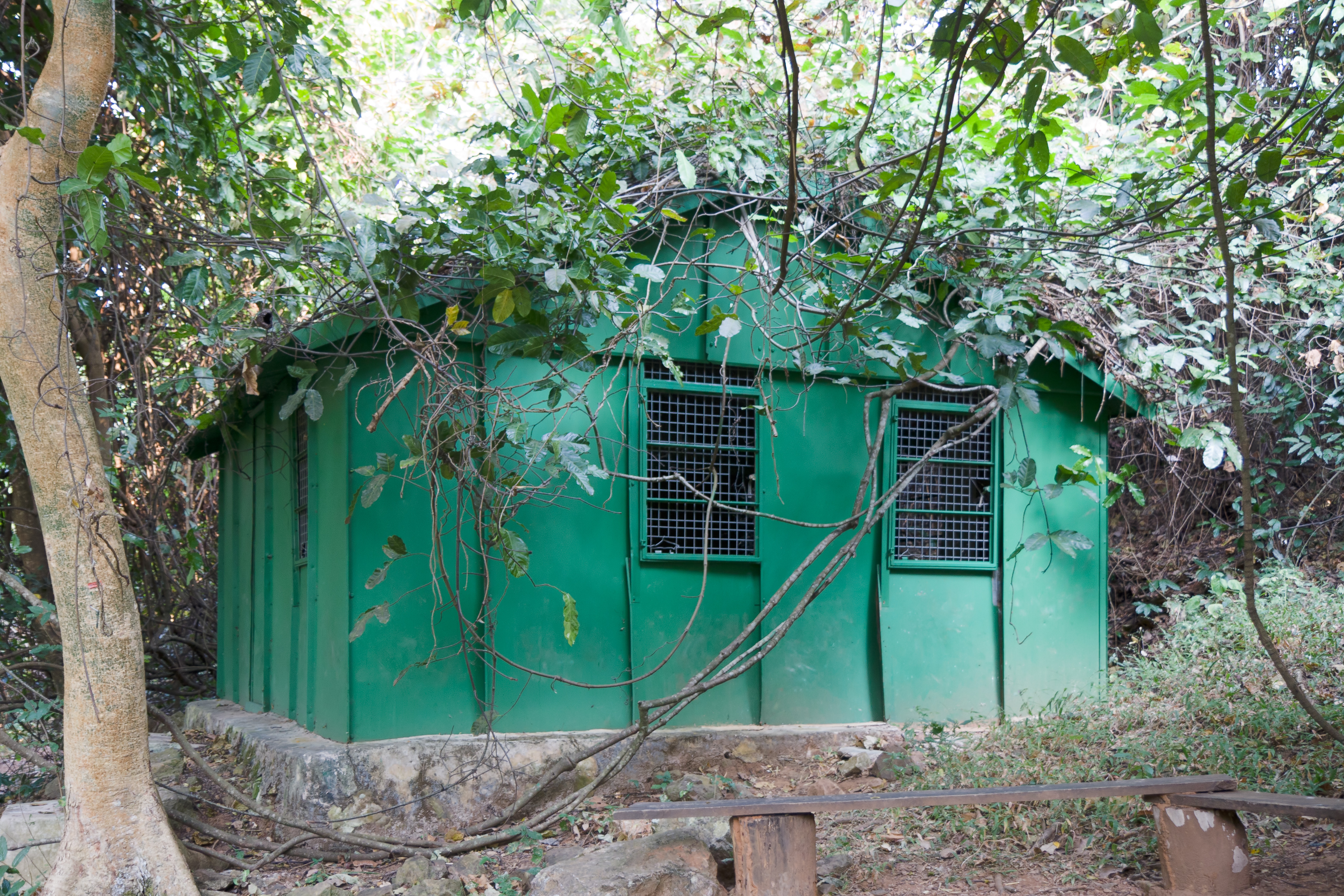
Beobachtungsstation, welche Goodall zum Füttern der Gombe-Schimpansen nutzte

Als Goodall der Fachwelt von den Ereignissen in Gombe berichtete, wurde ihre These natürlich auftretender „Kriege“ unter den Schimpansen zunächst angezweifelt. Die wissenschaftlichen Modelle jener Zeit gingen davon aus, dass es zwischen menschlichem und tierischem Verhalten allenfalls geringe Gemeinsamkeiten gebe. Einige Wissenschaftler warfen Goodall daher exzessiven Anthropomorphismus vor; andere nahmen an, dass ihre Anwesenheit und Gewohnheit, die Tiere zu füttern, den gewaltsamen Konflikt in einer sonst friedlichen Gesellschaft erst ausgelöst hätten. Spätere Forschungen begannen in der Konsequenz ganz bewusst, die Tiere möglichst unbeeinflusst zu lassen, also auch nicht zu füttern. Denn tatsächlich hatte Goodalls Idee, die Schimpansen mit Bananen anzulocken, die Vermehrungsquote begünstigt und dadurch unwissentlich zum Ausbruch des Konflikts beigetragen. Dennoch konnte bestätigt werden, dass kriegsähnliche Auseinandersetzungen – sowohl mit fremden Gruppen als auch intern, im Zusammenhang der Spaltung zu groß gewordener Gemeinschaften – zum natürlichen Territorialverhalten unserer nächsten genetischen Verwandten gehören.
Eine ergänzende Bestätigung erfuhr Goodalls Interpretation des Geschehens schließlich durch ein von ihr unabhängig unternommenes Projekt. Die Primaten-Ethologen David Watts und John Mitani erforschten und filmten für eine Dauer von über zwanzig Jahren eine Schimpansenhorde, die zuletzt aus mehr als 200 Individuen bestand. Ort des Geschehens: Ngogo im Kibale-Nationalpark, Uganda. Ergebnis: Die ausgezeichnete Ernährungslage in ihrem ungewöhnlich fruchtbaren Gebiet hatte die Gruppe stark wachsen lassen, jedoch scheint die Mitgliederzahl eines männlichen Teams auf ein Maximum begrenzt. Mindestens ein Trupp der Männchen hatte angefangen, sich tendenziell von den anderen abzuspalten und regelmäßig Angriffe auf eine benachbart lebende fremde Schimpansenhorde zu unternehmen. Schließlich wendete sich ihr territorialer Kampfinstinkt tödlich gegen Mitglieder der eigenen Horde, offenbar weil ihnen nicht gelungen war, der fremden Horde genügend Raum zum Auswandern von „Ablegern“ ihrer eigenen ehemaligen Gemeinschaft abzuringen.

## Interdisziplinäre Bedeutung

### Evolutionsbiologie
Wie die männlichen Exemplare der Gemeinen Schimpansen sich zu „Kampfverbänden“ organisieren, um die von ihnen besetzten Reviere gegen Fressfeinde und arteigene Konkurrenz zu behaupten, die „eroberten“ Frauengemeinschaften ihren Nachwuchs betreuen und dieser seinerseits interagiert, ist von Interesse für die Anthropologie wie auch die Psychologie. Jane Goodall war eine von drei Assistentinnen, die Louis Leakey beauftragte, die Formen des Zusammenlebens bei den Schimpansen, Orang-Utans (durch Birutė Galdikas) und Gorillas (durch Dian Fossey) zu erkunden. Als Paläoanthropologe erhoffte er sich aus den Ergebnissen der somit neu begründeten Forschungsgebiete Rückschlüsse auf die Evolution des Verhaltens in der frühen stammesgeschichtlichen Entwicklung des Menschen ziehen zu können – für Goodall ein Auftrag, den sie zu ihrer Lebensaufgabe gemacht hat.

### Philosophische Anthropologie
Dem Homo sapiens stehen mehrere weitere Optionen zur Wahl: Seine Angehörigen verfügen über ein so weit evolutioniertes Bewusstsein, dass sie prinzipiell fähig sind, das Geschehen erlebter Kriege im Gedächtnis zu behalten, zu tradieren und in weiser Berücksichtigung der begrenzten Oberfläche des Planeten ihre Geburtenrate zu kontrollieren. Nicht weniger sind sie grundsätzlich dazu imstande, ihre kämpferischen Impulse bewusst selbst zu bezähmen, indem sie z. B. mit ihren Feinden Verträge vereinbaren, die den Ressourcenmangel (als häufiges Resultat einer Überbevölkerung) durch friedlichen Gütertausch kompensieren. Auf dieses Vermögen macht der Primatenethologe Frans de Waal aufmerksam, aus Anlass eben des Eindrucks der Grausamkeit des kriegsähnlichen Verhaltens unserer nächsten Verwandten und der durch das Interview ebenfalls aufgeworfenen Fragen, was wir mit ihnen teilen, wodurch wir uns unterscheiden.

## Bibliographie
- Jane Goodall: Through a Window: My Thirty Years with the Chimpanzees of Gombe. Houghton Mifflin Harcourt, 2010, ISBN 978-0-547-48838-7.
- Ian Morris: War! What Is It Good For? The Role of Conflict and the Progress of Civilisation from Primates to Robots. MacMillan, 2014, ISBN 978-1-84765-454-0.
- Jane Goodall: The chimpanzees of Gombe: patterns of behavior. Belknap Press of Harvard University Press, 1986, ISBN 0-674-11649-6.

## Belege
1. 1 2  Goodall 2010, p. 121
2. 1 2 3  Goodall 2010, p. 120
3. ↑  Barras, Colin: Only known chimp war reveals how societies splinter. In: New Scientist. 7. Mai 2014, abgerufen am 6. März 2017.
4. 1 2  Lindsay Nikole: The Chimp War that Shocked The World. In: SciShow. Youtube, 15. November 2024 (englisch).
5. 1 2  Morris, p. 288
6. 1 2 3  Morris, p. 289
7. 1 2  Goodall 2010, S. 129–130.
8. ↑  Goodall 2010, p. 128
9. ↑  Goodall 2010, pp. 128–129
10. 1 2  Bradshaw, G. A.: Elephants on the Edge: What Animals Teach Us about Humanity. Yale University Press, 2009, ISBN 978-0-300-15491-7, S. 40.
11. 1 2  Morris, p. 290
12. ↑  Nature of war: Chimps inherently violent; Study disproves theory that 'chimpanzee wars' are sparked by human influence. In: ScienceDaily. 17. September 2014, abgerufen am 6. März 2017.
13. ↑  Kampf der Kriegeraffen. Abgerufen am 17. Juni 2019.
14. ↑  David P Watts, John C Mitani: Kampf der Kriegeraffen. 86 Minuten; Regie: James Reed, 2016. abgerufen am 20. September 2018
15. ↑  Kevin E Langergraber, David P Watts, Linda Vigilant, John C Mitani: Group augmentation, collective action, and territorial boundary patrols by male chimpanzees. In: Proc Natl Acad Sci USA. 114/28/2017: 7337–7342. Freier Artikel
16. ↑  Philip Bethgen und Rafaela von Bredow: Hippie oder Killeraffe? In: Der Spiegel. Abgerufen am 26. August 2019.